# Rijangst
Rijangst (amaxofobie) is een overmatige en niet-functionele angst om een voertuig te besturen of om bijrijder te zijn. Het begrip rijangst is vooral bekend als belemmerende emotie bij het rijden in een automobiel, een vrachtwagen of op een motorfiets. Ook bij het (mee)rijden in militaire voertuigen en andere werkvoertuigen komt rijangst voor.
Rijangst als aandoening is niet specifiek in het diagnostisch handboek, de DSM-IV, opgenomen. Rijangst wordt in de DSM-IV vaak geduid als een angststoornis binnen de groep specifieke fobieën - Situationele Type. Ook wordt rijangst vaak omschreven als onderdeel van paniekstoornis met agorafobie of posttraumatische stressstoornis. Toch voldoet rijangst veelal niet aan de volledige toekenning van een diagnose. Veel rijangstklachten hebben zowel kenmerken van paniekstoornis als specifieke fobieklachten, zonder volledig aan deze criteria te voldoen.

## Soorten rijangst
Rijangst kan specifiek zijn wanneer de angst zich beperkt tot slechts één of enkele situaties, bijvoorbeeld tunnels, bruggen, de linkerrijstrook op de autosnelweg, wegen langs water, het naderen van verkeerslichten, het rijden in een file, inparkeren, verkeersagressie, angst om mee te rijden met een specifiek persoon. De angst om mee te rijden wordt ook wel bijrijdersangst genoemd.
- Rijangst door paniekstoornis, vaak ook autosnelwegangst
- Rijangst door overbelasting
- Rijangst na beladen gebeurtenis en trauma
- Rijangst ten gevolge van faalangst
- Rijangst routinegebrek
- Rijangst door vaardighedentekort
- Rijangst als bijrijder
- Rijangst ten gevolge van verkeersagressie
- Rijangst als gevolg van andere (angst)stoornis

Mensen met rijangst zijn veelal niet alleen bang voor het verkeer of het autorijden zelf. Ze zijn ook vaak bang voor de symptomen van hun eigen lichamelijke angst, zoals spierkrampen en/of duizelingen, hyperventilatie, hartkloppingen, wanhoopsgedachten etc. (Van den Berg, Boon, Van Bergen, 2005).

## Cijfers
Van de bijna 7 miljoen Nederlanders met rijbewijs zit de helft weleens nerveus of angstig achter het stuur (Kerncijfers Personen Vervoer, 2004). In Nederland zijn er tussen de 800.000 en 1.000.000 mensen die lijden aan een of andere vorm van rijangst (Van den Berg, Boon en Van Bergen, 2005). Naar schatting vermijden een half miljoen Nederlanders het autorijden helemaal (Van den Berg, Boon, Van Bergen, 2005). Mensen met rijangst hebben de overeenkomst dat ze auto of motor rijden onmogelijk als pure ontspanning kunnen zien.

## Behandeling
Rijangst is een aandoening die vaak te behandelen is. De duur en intensiteit van de benodigde zorg verschilt per rijangsttype of diagnose. Ook persoonlijke en sociale omstandigheden spelen een rol bij de behandelduur. De behandeling van rijangst is hoofdzakelijk het domein van psychologen en rijinstructeurs. De laatste jaren zijn specialisaties in opkomst, waarbij psychologen of instructeurs zich bekwamen in het begeleiden van rijanstigen.
In 2006 heeft dit geleid tot de oprichting van een beroepsvereniging voor rijangstcoaches. De beroepsvereniging houdt zich bezig met het opzetten van onderwijs voor de omscholing van rijinstructeurs tot rijangstcoach.
Een rijangstcoach houdt zich bezig met het toepassen van angst en stress verminderende interventies voor rijangstigen. Bepaalde interventies blijven echter nog steeds het domein van de psycholoog, zoals toepassingen van trauma-interventies als EMDR, diagnosestelling en het behandelen van angstklachten in een breder perspectief zoals bij bijvoorbeeld paniekstoornis of burn-out.